# 오키 엔키치
오키 엔키치(大木遠吉)는 일본 제국의 정치인이다. 작위는 백작. 사가 7현인 중 한사람인 오키 다카토 백작의 장남이다.